# لهستان در المپیک تابستانی ۱۹۶۰

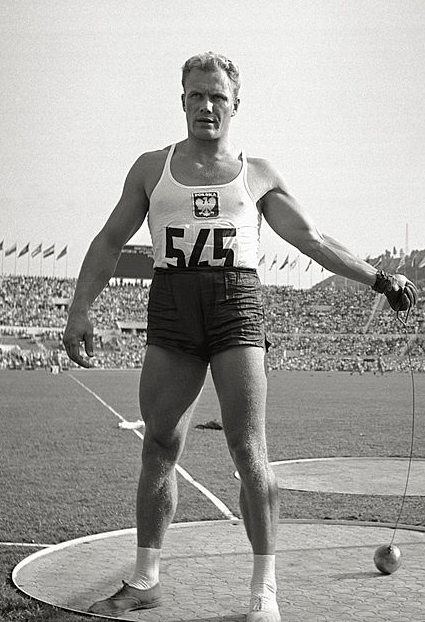
المپیک تابستانی 1960

لهستان در بازی‌های المپیک تابستانی ۱۹۶۰ که در شهر رم ایتالیا برگزار شد، کاروان لهستان با ۱۸۵ ورزشکار در این رقابت‌ها شرکت کرد و موفق به کسب ۲۱ مدال (۴ طلا، ۶ نقره، ۱۱ برنز) شد. در جدول رتبه‌بندی توزیع مدال‌ها، لهستان در ردهٔ ۹ مسابقات قرار گرفت.